# Nika Piliev
Nika Konstantinovitch Piliev (en russe : Ника Константинович Пилиев), né le 21 mars 1991 (URSS), est un footballeur russe jouant au poste de milieu de terrain.

## Biographie
Il fait ses débuts dans le Championnat de Russie le 16 mai 2009 pour la neuvième journée avec le Lokomotiv Moscou contre Terek Grozny, entrant à la 86e minute. 
Il est transféré au CSKA Moscou le 31 août 2009. Il joue son premier match contre le VfL Wolfsburg (Ligue des Champions) en entrant à la 57e minute, remplaçant Georgi Schennikov (défaite 3-1).
Nika Piliev est déjà[Quand ?] considéré comme l'éventuel successeur de Yuri Zhirkov sur le côté gauche du CSKA. Il se fait remarquer pour une vision du jeu au-dessus de la moyenne.

## Palmarès
- Vainqueur de la Coupe de Russie en 2009